# アブドッラフマーン・ガリーブ
アブドッラフマーン・アブドッラー・ガリーブ（アラビア語: عبد الرحمن عبد الله غريب、Abdulrahman Ghareeb、1997年3月31日-）は、サウジアラビアのプロサッカー選手。サウジ・プロフェッショナルリーグのアル・ナスル所属、ポジションはMF、FW。サッカーサウジアラビア代表、U-23同代表。

## 経歴

### クラブ
2017年にアル・アハリ・ジッダのトップチームに昇格し、AFCチャンピオンズリーグ2019などに出場。
2022年8月20日、アル・ナスルに4年契約で移籍。

### 代表
各世代で代表に選出されている。
U-23代表では2018年のアジア大会、AFC U-23選手権2020などに出場。AFC U-23選手権2020ではグループリーグの日本戦で決勝ゴールを決めている。
フル代表初ゴールは、2018年11月16日の親善試合イエメン戦で記録。AFCアジアカップ2019では日本戦を含む4試合に出場した。